# 密接式车钩

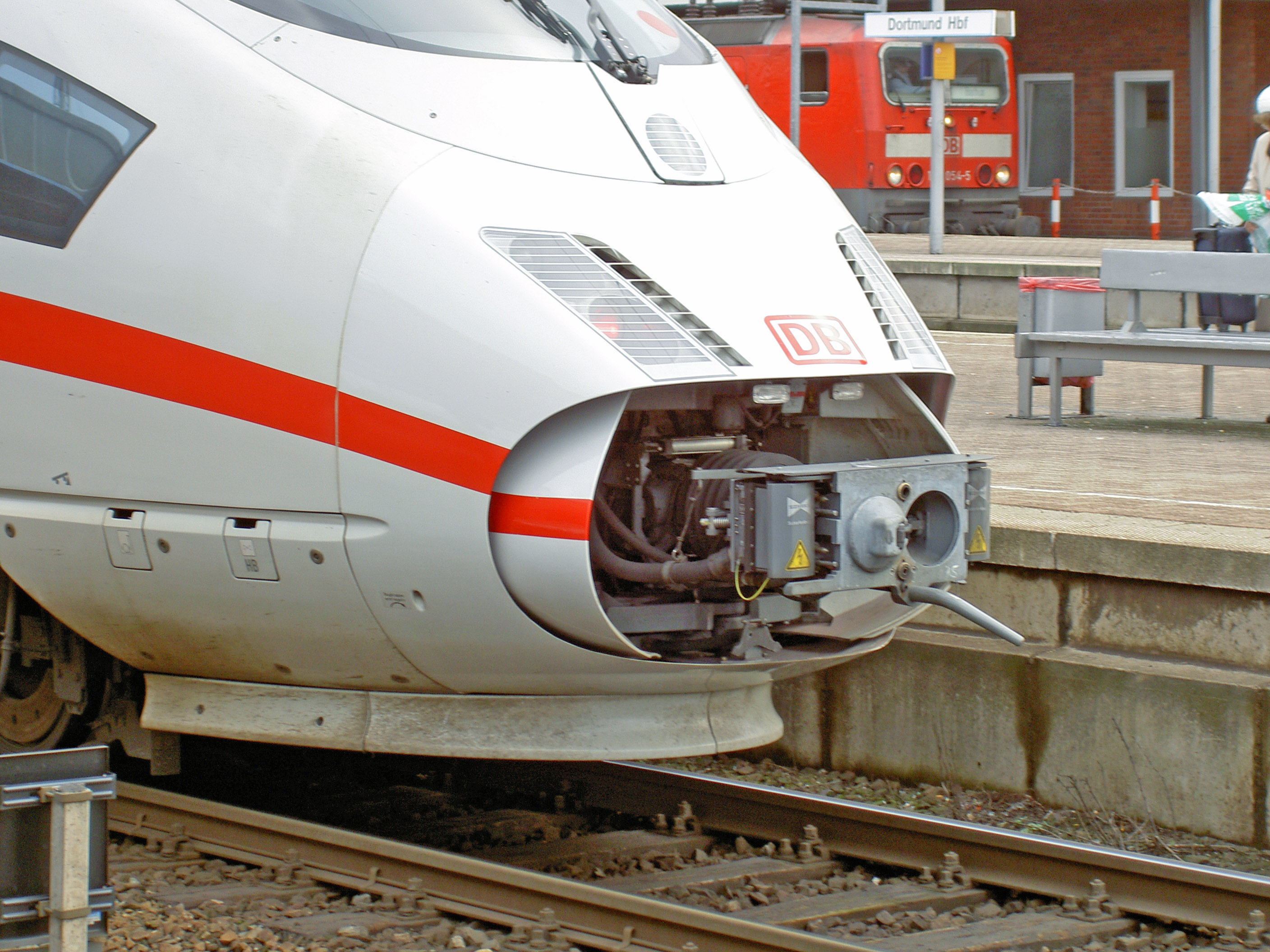
ICE3所用的夏芬博格連結器（沙库連結器）。

密接式連結器是連結器的一種。在使用时，车厢间车钩紧密连接，最大限度地减小纵向连接间隙，使列车的纵向冲动水平大大降低，极大地提高了列车的纵向舒适性和安全性。
中国铁路的密著式連結器主要有柴田式連結器、夏芬博格連結器（Scharfenberg Coupler，又稱Schaku Coupler）、Tomlinson 連結器。在中国运行的“中原之星”、“蓝箭”和“中华之星”等动车组上已采用了此连接技术。在2004年4月18日开通的第五次大提速的25T客车上，全部采用了密接式挂钩。

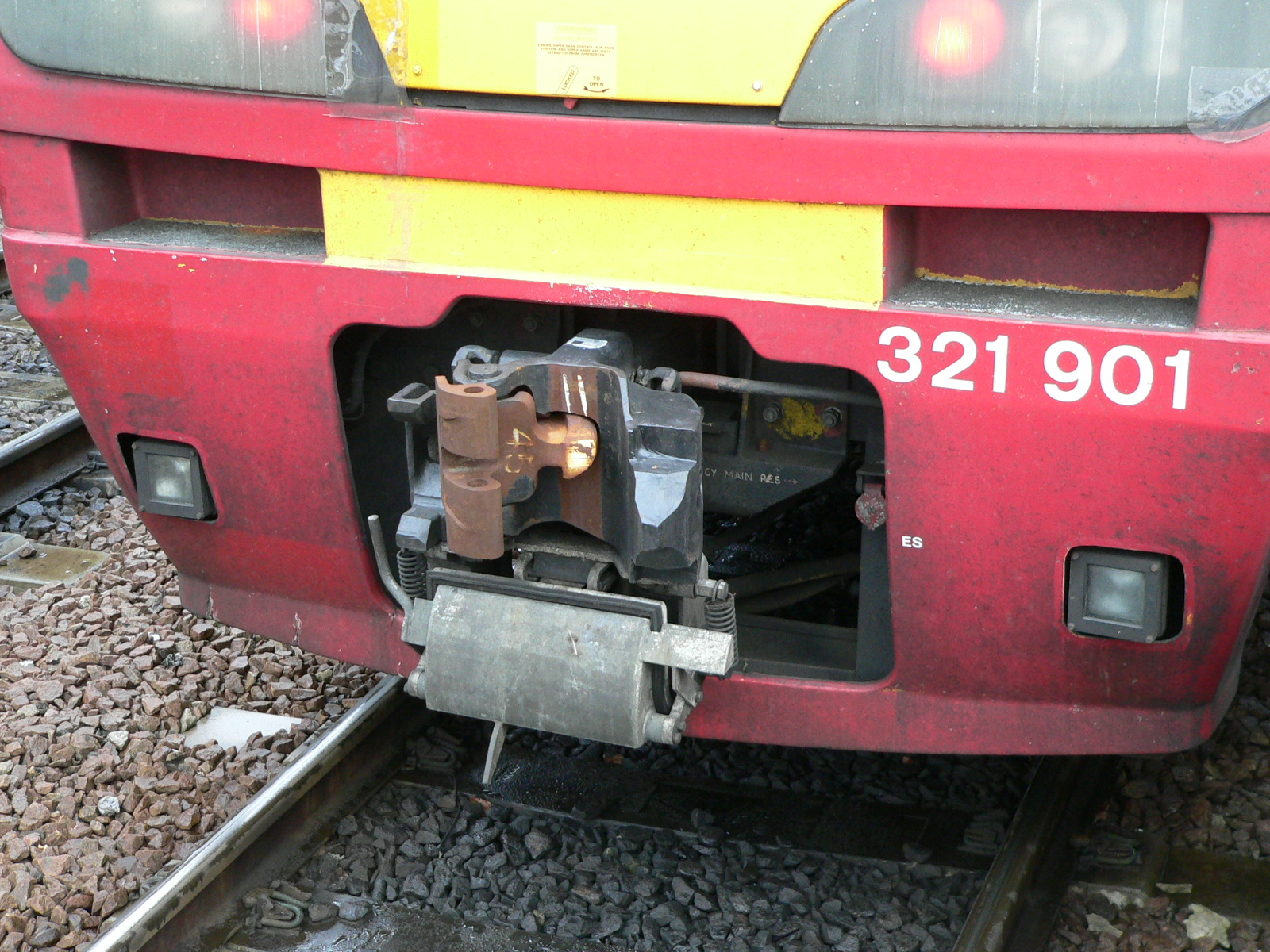
英国铁路321型列车的密著式連結器，该連結器下的電氣連結器不在北美使用。

## 文献资料
张瑞亭、赵云生，《高速列车的减振降噪技术》，《国外铁道车辆》第42卷第2期2005年3月